# شبكة الأمن الغذائي الخاصة بالمجتمع السود في ديترويت
شبكة الأمن الغذائي الخاصة بالمجتمع السود في ديترويت (الشبكة) هي مجموعة حركة العدالة الغذائية شعبية ذات توجهات عمرانية ، موجهة للمجتمع، وأغلب سكانها من السود. وبدأت تلك المجموعة برغبة جماعية لإنشاء زراعة عضوية شاملة وتطورت منذ تأسيسها في 2006 على يد أكثر من 50 مواطنًا من مدينة ديترويت كأعضاء،  وتسعى لمحاربة انعدام الأمن الغذائي وزيادة السيادة الغذائية، فأنشأت الشبكة مزرعة غذائية سهلة الوصول إليها خاصة بالمجتمع في 2008، معروفة باسم مزرعة مدينة د، التي أنتجت أكثر من 30 نوع من الفواكة والخضروات على مساحة أرض تبلغ سبعة هيكتار.
وتهدف المجموعة لزيادة أمن وسيادة الغذاء في وسط مدينة ديترويت التي يسكنها السود، كما تبذل جهودًا لتوفير دخول مشترك لمناطق حيث يكون الغذاء صحيًا، ومتوفرًا، وبأسعار معقولة. من ثم تستخدم الشبكة نشاط المجتمع، وبناء قوة اتحادية، وبرامج تعليمية لألقاء الضوءعلى أساس متنوعة التي تسبب في استمرار عدم المساواة داخل المجتمعات السود في يومنا الحالي في مدينة ديترويت. حاليًا، تعمل الشبكة في إنشاء شركة تعاون غذائية خاصة بسكان ديتوريت بهدف فتحه من وسط لأواخر عام 2019.

## تاريخ

### أسباب نشأتها
عقب هدم المدنية في 1950 لمنطقتي بلاك بوتم وبراديس فالي من أجل بناء طريق سريع، أدى ذلك في زيادة حركة سكان مدينة ديترويت في بناء حركة القوة السوداء وحركة الحقوق المدنية في خلال فترة 1960. بحلول عام 1967، أسس القسيس ألبرت سليدج، مؤسس كنسية المسيح المركزية الموحدة، فيما بعد سُميت باسم الكنسية المسيحية الأزوركسية الأفريقية لمزار مادونا السوداء، سوق النجمة السوداء وهو أول جمعية تعاونية تابعة للسود. فأغلقت تلك الجمعية في غضون عامين ولكنها بدأت في تشكيل إطار عمل الشبكة.
وعمل عمدة مدينة ديترويت كولمان يونغ في تطوير وتنفيذ مشروع مزارع كبيرة في عام 1975 لتشجيع الزراعة الحضرية في المدينة ولكن تلاشى آثار جهود المشروع في ذلك القرن.
وزاد صعوبة ذلك بسبب المستثمرين الأجانب وهجرة البيض وانهيار صناعة السيارات على سكان مدنية ديترويت المحليين في ملك أراضي، وكان ذلك انعكاس لموجة منذ عام 1910 التي كان الأمريكيون الأفارقة مُلك  تلك أراضي، واستمرت فترة الثمانينات على موجة انغلاق المحلات وكان آخرها سلسلة متاجر فرامر جاك في ديترويت في عام 2007ودخلت المدينة في حالة ركود، قبل سنوات من دخول الولايات المتحدة في أزمة مالية في 2008، وبعد دخول الصدمة على مستوى البلد في انهيار، ازدادت حالة ديترويت سوءًا وأدى ذلك في زيادة معدلات البطالة والجريمة والفقر.